# Watse Cuperus
Watse Cuperus (Blija, 30 april 1891 – Leeuwarden, 18 augustus 1966) was een Fries schrijver. Hij schreef in het Fries en leverde een grote bijdrage aan deze taal. Zijn werken hebben een christelijk-sociale inslag. Cuperus werd vooral bekend door de trilogie De gouden draad (1941-1950). Zijn boek Zwart maar lieflijk wordt door velen als zijn beste werk beschouwd.

## Levensloop
Watse Cuperus werd geboren in Blija en woonde zijn gehele leven in de noordoosthoek van Friesland. Hij kwam uit een eenvoudig gezin, zijn vader was eerst boerenknecht en had later een winkeltje in Blija. Als kind droomde Cuperus al over boeken schrijven en die droom heeft hij waar gemaakt. Op jonge leeftijd ging hij werken bij een boer, later werd hij terpgraver en binnenvaartschipper. 
Cuperus is getrouwd in 1914 en met een groter wordend gezin begon hij met het verkopen van lappen stoffen en kleding in de omliggende dorpen. Later opende hij een winkel. In 1928 begon hij als meteropnemer en geld ophaler bij het elektriciteitsbedrijf in Marrum. Tot zijn zestigste levensjaar is hij hier werkzaam geweest. 
In 1931 begon Cuperus met schrijven bij het Friesch Dagblad, hij schreef hier de rubriek `Us Fryske Rebryk', een rubriek die verzorgd werd door de Friese Gereformeerde vereniging. Jarenlang schreef hij elke week een stuk voor de krant, eerst onder de schuilnaam Bauke van de Skeanebûrren, en vanaf 1934 schreef hij onder zijn eigennaam. In 1933 verscheen het eerste boek van Cuperus met de titel Skeanebûrster folkslibben, dit boek werd niet onder zijn eigennaam uitgebracht maar onder zijn schuilnaam Bauke van de Skeanebûrren. In het Friesch Dagblad schreef hij nog twee vervolgverhalen op dit boek. Hij schreef in totaal in zijn leven vijftien Romans, twee kinderboeken, en meer dan tweehonderd verhalen en vijf toneelstukken, en daarnaast nog gelegenheidswerk voor bruiloften, jubilea en herdenkingen.
Cuperus was een protestantse volksschrijver met een sterke sociale betrokkenheid en had veel kennis van de kleine luyden. Hij heeft er nooit een geheim van gemaakt dat hij het schrijven van Friese boeken als een opdracht van God beschouwde. Zijn grootste doel met het schrijven was het maatschappelijk belang te dienen, door over de armoede van de arbeiders te schrijven. Zo wilde hij de ogen openen van de rijkere mensen, zodat ze het als plicht zagen iets te veranderen aan de situatie in de arme arbeidersklasse. Een groot gedeelte van de boeken die Cuperus heeft geschreven zijn gebaseerd op feiten. Al zijn werk speelt zich af in de omgeving van Blija, Westernijkerk en Marrum, dit zijn de dorpen waar hij gewoond heeft. De meeste boeken gaan over het Arbeidersmilieu, omdat hij dat uit eigen ervaring kon schrijven. Maar hij heeft zich ook gewaagd aan Dominees en middenstanders. Watse wilde gelijke rechten voor iedereen, dit was dan ook een van zijn motivaties om te schrijven
Cuperus is nooit genomineerd voor een literaire prijs, wel is hij eens genomineerd voor een romanprijs van de KFFB (christelijke Friese volksbibliotheek). Hij heeft één keer een prijs gewonnen van het Rely Jorritsma Fonds. Nadat hij de laatste jaren van zijn leven al bijna niet meer kon schrijven, door lichamelijke klachten die het gevolg waren van suikerziekte, overleed Cuperus in 1966 op 75-jarige leeftijd.

## Werk

### Boeken
- 1933: Skeanebûrster folkslibben
- 1937: Lânstoarm XI
- 1941-1950: De gouden tried (drie delen: 1941, 1942 en 1950)
- 1943: Oarreheite erfskip
- 1946: Sa't lân opjowt
- 1947: De pipegael (2de dr.1969)
- 1948: Doeke Daen
- 1949: Swart, mar leaflik (2de dr. 1969, 3de dr. 1998)
- 1955: Hoeder en skiep
- 1958: Striid en segen (autobiografische roman)
- 1964: De sierlike kroan
- 1966: Jild en eare

### Kinderboeken
- 1936: Oarreheite pet (2de dr. 1941; 3de dr. 1948)

### Toneel
- 1955: Do silst net stelle, toneelstuk in 4 bedrijven
- 1956: Libbensropping, toneelstuk in 4 bedrijven
- 1966: De gouden tried, toneelstuk in 4 bedrijven, op nieuw bewerkt naar de gelijknamige roman

### Vertalingen
- 1959: Zwart maar lieflijk (vertaling van Swart mar leaflik)

### Prijzen
- 1955: Rely Jorritsma prijs (verhaal: "S.D.G.")

- Bibliothèque nationale de France: cb137510122 (data)
- Digitale Bibliotheek voor de Nederlandse Letteren: cupe003
- International Standard Name Identifier: 0000 0003 9816 155X
- Nederlandse Thesaurus van Auteursnamen: 073323713
- Virtual International Authority File: 200395915
- WorldCat: E39PBJkdjY7KtYRQphB9MddWjC